# Луций Кассий Лонгин Равилла
Лу́ций Ка́ссий Лонги́н Рави́лла (лат. Lucius Cassius Longinus Ravilla; умер после 113 года до н. э.) — римский политический деятель, консул 127 года до н. э., цензор 125 года до н. э. Имел репутацию строгого, но справедливого судьи. Во время трибуната (137 год до н. э.) добился принятия закона о тайном голосовании в народном собрании.

## Происхождение
Луций Кассий принадлежал к относительно незнатному плебейскому роду. Более детально его происхождение неизвестно; В. Друман полагает, что отцом Луция мог быть Квинт Кассий Лонгин, консул 164 года до н. э., а, по версии Г. Самнера, это был Гай Кассий Лонгин, консул 171 года до н. э.
Прозвище «Равилла» (Ravilla), ставшее частью имени, Луций Кассий получил за серо-жёлтый цвет глаз.

## Биография
Луций Кассий впервые упоминается в сохранившихся источниках в связи с событиями 137 года до н. э., когда он занимал должность народного трибуна. В этом качестве Лонгин выдвинул законопроект, согласно которому голоса в народном собрании при рассмотрении уголовных дел должны были подаваться тайно. Его коллега Марк Анций Бризон долго боролся против этой инициативы, опираясь на поддержку действующего консула Марка Эмилия Лепида Порцины, но, в конце концов, уступил (возможно, под влиянием Публия Корнелия Сципиона Эмилиана). Марк Туллий Цицерон устами Гая Лелия «Мудрого» говорит, что принятие Кассиева закона привело к «сильному потрясению устоев».
Учитывая требования закона Виллия, предусматривавшего определённые промежутки между высшими магистратурами, исследователи полагают, что Луций Кассий должен был не позже 130 года до н. э. занимать должность претора. В 127 году до н. э. он был консулом совместно с патрицием Луцием Корнелием Цинной, а в 125 году до н. э. достиг вершины своей карьеры — должности цензора. Вместе с коллегой, Гнеем Сервилием Цепионом, Луций закончил строительство акведука Aqua Tepula, снабжавшего Капитолий водой с Альбанских гор. Кроме того, Лонгин и Цепион вынесли порицание консуляру Марку Эмилию Лепиду Порцине за слишком роскошный дом. Этот факт Веллей Патеркул приводит как пример эволюции нравов, отмечая, что уже во времена ранней Римской империи вряд ли кто-нибудь посчитал бы владельца такого дома сенатором.
В 113 году до н. э., когда понтифики оправдали двух весталок, Марцию и Лицинию, обвинённых в прелюбодеянии, народное собрание, недовольное этим решением, наделило Лонгина Равиллу специальными полномочиями для повторного рассмотрения дела. Тот признал и весталок, и их любовников виновными и приговорил их к смертной казни.
Луций Кассий получил известность как строгий, но справедливый судья, так что его имя даже стало нарицательным; в Риме долго бытовало выражение «Кассиевы судьи». Цицерон говорит, что Лонгина Равиллу «как председателя суда и как судьи избегали и страшились все те, кому грозил уголовный суд, так как он при всей своей любви к правде всё же казался от природы не столько склонным к состраданию, сколько сторонником строгости». При этом в народе он был крайне популярен.
Именно Луцию приписывают выражение «qui bono?» («Кому выгодно?»).

## Потомки
Сыновьями Луция Кассия были предположительно консул 107 года до н. э. того же имени и Гай Кассий Лонгин, консул 96 года до н. э.